# Czarna lista Świętego Mikołaja
Czarna lista Świętego Mikołaja (ang. The Naughty List) – kanadyjski film animowany fantasy z 2013 roku w reżyserii Gordona Cruma. Wyprodukowana przez wytwórnię Arc Entertainment, Kickstart Productions i Raindance Entertainment.
Film został wydany w Kanadzie 12 listopada 2013 na DVD. Premiera filmu w Polsce odbyła się 1 grudnia 2014 na antenie Disney XD, a dwadzieścia dni później 21 grudnia 2014 na Disney Channel.

## Fabuła
Film opisuje historię dwóch młodych elfów, których ulubionym hobby jest robienie psot. Kiedy rozrabiają zbyt dużo, trafiają oni na czarną listę Świętego Mikołaja. Swoje winy elfy muszą odpokutować pracując przy przedświątecznych porządkach. Niestety, tam gdzie się pojawiają, zamiast porządku powstaje wielki bałagan, a po ich pracy w kuchni wszyscy, włącznie ze Świętym Mikołajem, dostają zatrucia pokarmowego. Dwójka postanawia za wszelką cenę uratować zbliżające się święta Bożego Narodzenia i naprawić szkody, jakie wyrządzili.

## Obsada
- Drake Bell – Śnieżynka
- Sean Astin – Sopelek
- Naya Rivera – Iskierka
- Kyle Chandler – Mikołaj
- Matthew Lillard – Pozłotek

## Wersja polska
Wersja polska: SDI Media Polska

Reżyseria: Artur Tyszkiewicz

Dialogi: Marcin Bartkiewicz

Kierownictwo muzyczne: Piotr Gogol

Koordynacja produkcji: Ewa Krawczyk 

Wystąpili:
- Piotr Deszkiewicz – Śnieżynka
- Michał Podsiadło – Sopelek
- Przemysław Stippa – Pozłotek
- Milena Suszyńska – Iskierka
- Andrzej Blumenfeld – Mikołaj

W pozostałych rolach:
- Hanna Kinder-Kiss – 
  - Babcia,
  - różne głosy
- Joanna Pach – 
  - Elfetka,
  - różne głosy
- Maksymilian Rogacki – 
  - Łoś,
  - różne głosy
- Grzegorz Pawlak – Dziadek
- Jacek Król – 
  - Gburak,
  - Bajadaire
- Anna Wodzyńska – różne głosy
- Jacek Wolszczak – różne głosy

Lektor: Artur Kaczmarski